# Lucas Chatonnier
Lucas Chatonnier, né le 1er juillet 1995 à Paris, est un régatier français.

## Biographie
Lucas Chatonnier nait à Paris en 1995, et, à un an et demi il déménage avec ses parents à Nouméa, en Nouvelle-Calédonie.  C'est sur cette île du pacifique qu'il commence la voile en loisir à l'âge de 5 ans. Il découvre plusieurs supports tel que l'Optimist, la planche à voile, l'open bic mais c'est la catamaran de sport qui retient son attention. C'est finalement en 2006 que Lucas participe à sa première régate, le champion de nouvelle calédonie, qu'il remporte en gagnant toutes les manches. À partir de là la compétition le passionne. Il navigue sur plusieurs bateaux différents pour multiplier les expériences et les connaissances. 
En 2014 il rejoint l'académie de voile du Youth Trainning Program au Royal New Zealand Yacht Squadron à Auckland en Nouvelle-Zélande. Durant 2 années il se perfectionne dans ce programme aux côtés de régatiers de renoms. 
En 2016 Lucas rejoint la métropole ou il rejoint le programme jeune talent SB20. Il découvre également la voile professionnelle avec le tour de France à la voile en Diam 24. Ses aspirations olympiques l'amène en 2017 à commencer une préparation olympique en Nacra 17. 
Aujourd'hui Lucas navigue toujours sur ces trois supports, il a notamment rejoins en 2018 l'équipage de Pink Lady sur le Tour de France à la voile.

## Palmarès
Titres Majeurs : 
- 2020 : 3e Championnat de France - Diam 24
- 2019 : Vainqueur de la Coupe du Monde des nations - SB20
- 2019 : Vice Champion du monde U26 - SB20
- 2019 : 4e Championnat du monde - SB20
- 2019 : 7e Tour de France à la Voile - Diam 24
- 2018 : 15e Tour de France à la Voile - Diam 24
- 2017 : Vice Champion d'Europe IRC 3
- 2017 : 4e Championnat du Monde - Nacra 17 C foil
- 2016 : Vainqueur de la Coupe du Monde des nations - SB20
- 2016 : Champion du Monde U26 - SB20
- 2016 : Vice Champion du Monde - SB20
- 2016 : Champion de France élite - SB20
- 2016 : Champion du Portugal - SB20
- 2016 : Champion d'Australie U21 - Hobie Cat 16
- 2015 : Champion de Nouvelle-Zélande course en flotte - Elliott 7
- 2015 : Champion d'Australie U21 - Hobie Cat 16
- 2015 : Champion de Nouvelle Calédonie - Elliott 6
- 2014 : 3e Championnat de Nouvelle-Zélande U23 Match Race - Elliott 6